# Das Ende des Schweigens (2020)
Das Ende des Schweigens ist ein halbdokumentarisches Gerichtsdrama von Van-Tien Hoang, das sich mit den Frankfurter Homosexuellenprozessen zu Beginn der 1950er Jahre beschäftigt.

## Handlung
Mit Unterstützung von Juristen, die im Nationalsozialismus tätig waren, wird in den 1950er Jahren in der noch jungen Bundesrepublik Deutschland Jagd auf  homosexuelle Männer gemacht. Als der 17-jährige Strichjunge Otto Blankenstein im Sommer 1950 von der Polizei in Frankfurt am Main aufgegriffen wird, findet man bei ihm ein Notizbuch mit den Namen seiner Kunden. Gegen mehr als 200 homosexuelle und bisexuelle Männer wird in den darauffolgenden zehn Monaten im Rahmen der Frankfurter Homosexuellenprozesse ermittelt, und rund 100 werden verhaftet.

## Hintergrund
Die Frankfurter Homosexuellenprozesse markierten das Ende einer nach dem Zweiten Weltkrieg geübten Zurückhaltung der Justiz in der Verfolgung solcher Delikte. Zu verantworten hatten diese vor allem der Staatsanwalt Fritz Thiede, Oberstaatsanwalt Hans-Krafft Kosterlitz und Obergerichtsrat Kurt Ronimi. Thiede und Ronimi waren bereits während der Zeit des Nationalsozialismus als Juristen tätig. Thiede war hierbei massiv gegen Homosexuelle vorgegangen. Hans-Krafft Kosterlitz, der aber aufgrund seiner jüdischen Abstammung als Jurist zum 1. November 1933 zwangsweise in den Ruhestand versetzt wurde und den NS-Terror trotz jahrelangem Einsatz als Zwangsarbeiter überlebte, hatte in den 1950er Jahren eine Reihe von Verfahren gegen Kriegsverbrecher angestrebt und so bereits im Mai 1950 gegen die Hubert Gomerski und Johann Klier Anklage erhoben. Er war hochangesehen und verstarb am 28. Juli 1966.
Bei dem damals verhafteten Stricher handelte es sich um den 17-jährigen Otto Blankenstein, der rund 200 Kontakte mit 70 Freiern zugab. Während der Prozesse wurde deutlich, dass die gleichgeschlechtlich veranlagten Männer in Frankfurt sämtliche sozialen Schichten umfassten und bei ihnen keine besondere Neigung zur Kriminalität festgestellt werden konnte.

## Produktion
Regie führte Van-Tien Hoang, der gemeinsam mit Holger Heckmann auch das Drehbuch schrieb. Es handelt sich um Hoangs Langfilmdebüt. Nachdem er sich mit dem schwulen Kurzfilm Equality aus dem Jahr 2016 über Homophobie und Rassismus einen Namen gemacht hatte, bat der Regisseur auf der Crowdfunding-Plattform Startnext auch für sein Filmprojekt Das Ende des Schweigens um Unterstützung.
In den Hauptrollen sind der deutsch-französische Film- und Theaterschauspieler Christoph Gérard Stein als Wolfgang Lauinger, Wolf-Marian Gerhardt als Fritz Thiede und Bernd Lottermann in der Rolle von Gräfin von Himmelsblau zu sehen. Yvo Heinen von der München Film Akademie spielt den Stricher Otto Blankenstein.
Gedreht wurde der Film in Frankfurt am Main, Offenbach, Hamburg und Bonn. Als Kameramänner fungierten Dennis Dudda und Tim Lota.  Der echte Wolfgang Lauinger starb 2017 nach den Dreharbeiten, im Alter von 99 Jahren.
Die Premiere erfolgte am 24. Oktober 2020 beim Queer Filmfest Weiterstadt. Nach einem Start des Films in ausgewählten deutschen Kinos im April 2021 wird er ab dem 2. Dezember 2021 in weiteren Kinos in Deutschland gezeigt.

## Rezeption

### Kritiken
Gaby Sikorski, Filmkorrespondentin der Gilde deutscher Filmkunsttheater, schreibt, Van-Tien Hoang habe aus den Frankfurter Homosexuellenprozessen dankenswerterweise kein rührseliges Melodram gemacht, sondern bleibe weitgehend sachlich, auch in den Spielsequenzen, die eher kammerspielartig wirkten. Er kümmere sich verhältnismäßig wenig um historische Genauigkeit und erzähle in seinem Film keine durchgängige, dramaturgisch strukturierte Geschichte. Yvo Heinen in der Rolle von Otto Blankenstein gelinge es, diesem in den wenigen Szenen, die er hat, einen Charakter zu geben und spiele ihn als ein zu früh erwachsen gewordenes Kind ohne Bezugspersonen und eine eigentlich verlorene Seele. Die Verbindungen zum Film Große Freiheit seien offensichtlich, so Sikorski, bei Hoang gehe es jedoch weniger um emotionale Verwerfungen, um erotische Beziehungen oder darum, eine dramatische Geschichte zu erzählen: „Was in Große Freiheit subtil bleibt, wird hier historisch und politisch eingeordnet. Im Mittelpunkt steht die Aufarbeitung des Justizskandals – und damit der Appell, dass dieses Unrecht nicht in Vergessenheit geraten darf, sowie die Mahnung, dass die hart erkämpften Rechte wieder in Gefahr geraten können.“

### Auszeichnungen
Queer Filmfest Weiterstadt 2020
- Auszeichnung als Publikumsgewinner Langfilm[7]